# Krzysztof Szekalski
Krzysztof Szekalski (ur. 1976 w Łapach) – aktor teatralny i filmowy, scenarzysta, dramatopisarz i reżyser.

## Życiorys

### Kariera aktorska
Absolwent krakowskiej PWST z 2000 roku. W latach 2000–2006 należał do zespołu Teatru Dramatycznego w Warszawie, na którego deskach zagrał w spektaklach Krystiana Lupy: Fotografa w „Ausloschung – Wymazywaniu” Thomasa Bernharda i Siemiona Miedwiedienko w „Niedokończonym utworze na aktora” według Antoniego Czechowa; a także między innymi: Susła w „Alicji w krainie czarów” Lewisa Carrolla w reżyserii Tomasza Hynka oraz Hagena w „Czasie kochania czasie umierania” Fritza Katera w reżyserii Tomasza Gawrona. Grał także w warszawskim Teatrze Wytwórnia w „Polowaniu na szczury” Petera Turrini w reżyserii Thomasa Harzema, „O lepszy świat” Rolanda Schimmelpfenniga w reżyserii Thomasa Harzema i w „1234 Baba Jaga patrzy” na motywach dramatu Pawła Demirskiego w reżyserii zespołu. Ma na swoim koncie także role w serialach, między innymi w „Dwóch stronach medalu”, „Czasie honoru” i „Ojcu Mateuszu”.

### Działalność dramatopisarska i dramaturgiczna
Autor kilkunastu tekstów dramaturgicznych realizowanych w polskich teatrach: monodramu „Samospalenie” (2013 w Teatrze Praga i 2016 w Teatrze Ateneum), „Wietnam/Warszawa” (Teatr Powszechny w Warszawie), „Po co psuć i tak złą atmosferę” (Teatr Wybrzeże). Jako dramaturg Katarzyny Kalwat zrealizował eksperymentalny spektakl „Grotowski Non-Fiction” w koprodukcji Teatru Współczesnego we Wrocławiu i Teatru im. Jana Kochanowskiego w Opolu.